# Estado de Ngardmau
Ngardmau es uno de los dieciséis estados de las islas Palaos, está localizado sobre el lado de oeste de Babeldaob entre los estados de Ngaraard y Ngeremlengui.

## Geografía
Su área total es de 20,5 millas cuadradas (53 km²). Según el último censo, 185 personas viven en Ngardmau. Sus 46 hogares están situados en tres aldeas: Ngetbong, Ngerutoi y Urdmau. Las aldeas no tienen límites visibles, pero forman un asentamiento. La elevación más alta de Palau está en Ngardmau; monte Ngerchelchuus, que tiene un poco más de 700 pies (210 m) de altura. En la base sur de esta montaña hay un bosque con árboles gigantes que albergan muchas especies de aves.

## Política y Gobierno
El estado de Ngardmau, con una población inferior a 200 habitantes, tiene un jefe ejecutivo elegido, llamado gobernador. El estado también tiene una legislatura elegida cada cuatro años. La población del estado elige a uno de los miembros de la Cámara de Delegados de Palaos.
El sistema político y social tradicional de Ngardmau es muy fuerte y se sigue utilizando en la actualidad. La asociación de mujeres llamada "Ngaratumtum" y la de hombres llamada "Ngara Okelout" son organizaciones que mantienen a las mujeres y a los hombres de Ngardmau activos en el modo de vida tradicional y en los antiguos valores. El "Bul" es una forma de castigo de hace mucho tiempo usada cuando una persona se metía en problemas robando o caminando por la carretera pasando la hora del toque de queda. Las multas por "bul" se pagaban a los jefes de Ngardmau. Hoy en día, tanto el castigo "bul" como las leyes gubernamentales se utilizan en Ngardmau para mantener el Estado "limpio y libre de delitos".
El gobierno de Ngardmau también está dirigido por un gobernador (Akiko Sugiyama), un representante (el Sr. Kasolei) y senadores. Sin embargo, los jefes de Ngardmau y sus homólogas femeninas siguen en el poder, preservando el modo de vida y los valores tradicionales. Ngardmau está dividida en tres aldeas (Urdmang, Ngerutoi y Ngetbong). Estas aldeas tienen jefes y se presentan en un sistema jerárquico según el clan. Beouch es un título para el jefe más alto y Ngirkebai es para el segundo jefe más alto (Aichi Kumangai), y le siguen varios otros títulos.

## Cultura

### Leyendas
Una de las leyendas de Ngardmau incluye los pozos de agua "Ngerchokl". Este lugar llamado "Ngerchokl" era conocido por ser el agua de la juventud. Si una persona saltaba al agua y subía, se vería años más joven. Sin embargo, el pozo de agua "Ngerchokl" perdió su poder en años posteriores.
Una mujer que viajaba con su hijo se topó con el pozo de agua para beber agua, pero debido a que hacía demasiado calor, decidió lanzarse sin conocer la magia natural del agua. Cuando subió, era más joven que su edad, por lo que su hijo lloró mucho porque la madre se veía muy diferente.
La madre intentó consolar al niño pero no funcionó. La mujer finalmente saltó de nuevo al pozo de agua y volvió a ser la misma que antes. La maldición de este pozo de agua comenzó y nunca ha sido igual entonces. Hoy, los aldeanos comparten esta historia en muchas ocasiones entre risas.

## Turismo

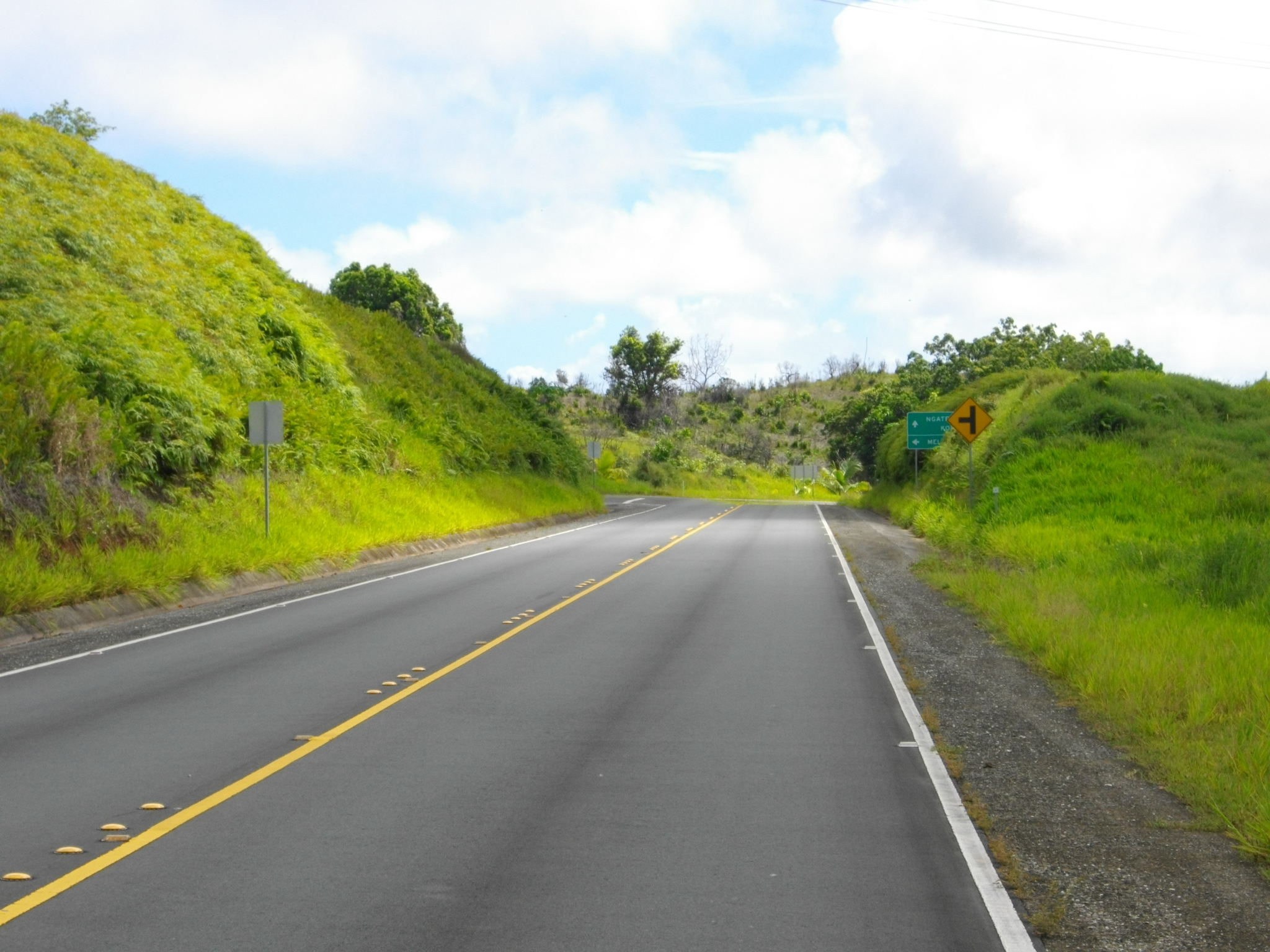
Una carretera en el Estado de Ngardmau

En Ngardmau hay cinco tiendas minoristas, una lavandería, dos gasolineras, una empresa de construcción y un taller de reparación de automóviles. Ngardmau cuenta con dos alojamientos turísticos, un pequeño apartamento de alquiler en el asentamiento y dos bungalows en el bosque por encima de una pintoresca cascada (Cataratas Taki), que es la principal atracción turística de Ngardmau.
Los sitios históricos durante el periodo de ocupación japonesa se pueden ver en varios lugares mientras se conduce por el territorio natural montañoso de la región. En el interior del pueblo, se pueden ver los decorados y monumentos culturales. Los sitios culturales se encuentran en el pueblo cerca de ríos como el de Ngerurang. Ngardmau tiene el mayor bosque tropical de Palaos, donde viven muchas animales. Hay muchos ríos y cascadas conectados entre sí.
La cascada más alta se llama "Taki" y es muy visitada por los turistas. El río Ongimi es conocido por la eclosión de cocodrilos. Los cocodrilos se pueden ver a lo largo del largo río de Ngertebechel a través de la ciudad, el río Did, el río Sebeluu, los lagos Ngerchetang Potato y el río Ongimi hasta el océano. Los lagos de Ngerchetang son conocidos por tener muchos cocodrilos y ser el hogar de muchas aves que ponen sus huevos en los pequeños estanques. El pueblo de Ngerhetang también es conocido por el popular árbol llamado nuez de betel o "buuch" en palauano. En Irur, Ngerdekus y Ngermasech hay antiguos lugares históricos que forman parte de las numerosas leyendas de Ngardmau.
Ngerchelchuus, que es la montaña más alta de Palau, se encuentra en Ngardmau, donde los visitantes pueden ver el paisaje montañoso, incluida la mayor selva tropical situada debajo de la montaña de Ngerchelchuus. En algunas zonas está permitido practicar el snorkel. Otras zonas cercanas a dos puertos de Ngardmau son conocidas por tener granjas de cultivo de almejas y vida marina autóctona.

## Educación

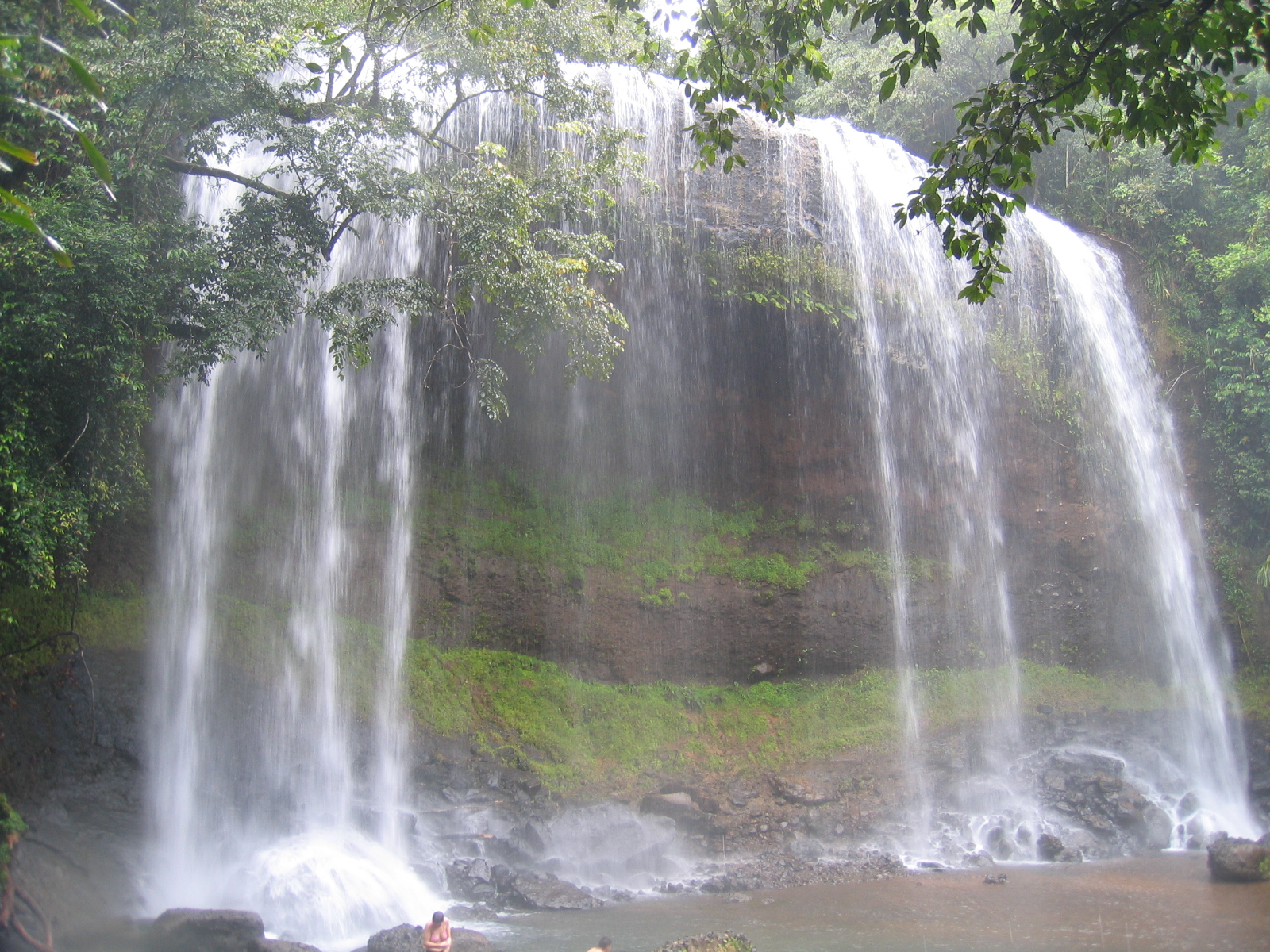
Cascada Ngerdmau

El Ministerio de Educación gestiona las escuelas públicas.
La escuela primaria de Ngardmau se inauguró en 1966 en un edificio escolar del Mandato del Pacífico Sur que anteriormente estaba destinado a estudiantes de Japón.
La Escuela Secundaria de Palaos, en Koror, es la única escuela secundaria pública del país, por lo que los niños de esta comunidad acuden a ella.